# Mikhaïl Mourachko
Mikhaïl Albertovitch Mourachko (en russe : Михаил Альбертович Мурашко), né le 9 janvier 1967 à Iekaterinbourg, est un médecin et un homme politique russe.
Depuis le 21 janvier 2020, il exerce les fonctions de ministre de la Santé de la fédération de Russie.